# Долан, Джеймс
Джеймс Джозеф Долан, англ. James Joseph Dolan (2 мая 1848, Лохрей, Ирландия — 6 февраля 1898, округ Линкольн, Территория Нью-Мексико, США) — американский бизнесмен ирландского происхождения; ветеран армии Союза; член Республиканской партии США. Был одной из ключевых фигур Войны в округе Линкольн: фактически он являлся её инициатором, организовав убийство англичанина Джона Танстелла. После окончания конфликта стал его главным выгодополучателем, скупив всё имущество Танстелла; по всем обвинениям в убийствах был оправдан.

## Ранние годы

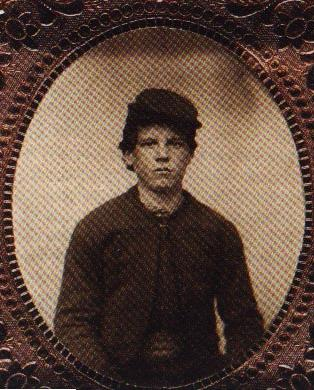
Джеймс Долан — музыкант 17-го ветеранского добровольческого пехотного полка Нью-Йорка (ок. 1863—1865)

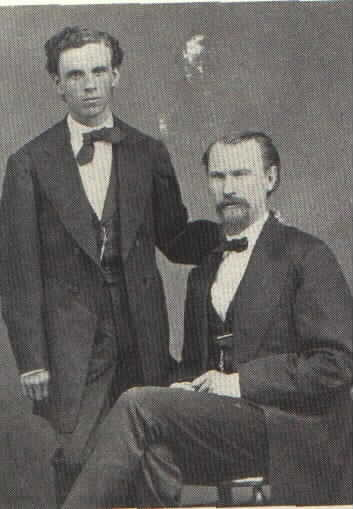
Джеймс Долан (слева) и Лоренс Мёрфи (ок. 1874)

Джеймс Долан родился 2 мая 1848 года в Лохрэй, графство Голуэй, Ирландия. Сын Патрика и Бриджит Калланан Долан; в возрасте пяти лет переехал с семьёй в Соединённые Штаты. Во время Гражданской войны в США служил музыкантом в 17-м ветеранском добровольческом пехотном полку Нью-Йорка (армия Союза) с 1863 по 1865 год. В 1866 году повторно завербовался в армию и продолжил службу в 37-м пехотном полку, дислоцировавшемся в форте Стэнтон. Был уволен из армии в 1869 году, после увольнения обосновался в округе Линкольн, Территория Нью-Мексико. Из сохранившихся армейских документов известно, что он имел рост 5 футов 2 дюйма (около 158 сантиметров) и вес 120 фунтов (около 55 кг.)
В 1869 году начал работать клерком в компании «LG Murphy & Co.», владельцем которой был Лоренс Мёрфи. В мае 1873 года Долан в ссоре попытался застрелить капитана кавалерии США Джеймса Рэндлетта в форте Стэнтон. Частично из-за этого конфликта, частично из-за уличения в завышении цен при поставках продуктов в индейскую резервацию, в сентябре того же года «LG Murphy & Co.» была изгнана из форта. Это, однако, не помешало тому, что к 1874 году Мёрфи и Долан стали деловыми партнерами и вместе начали вести крайне прибыльную коммерческую и банковскую деятельность. Их бизнес процветал в основном благодаря отсутствию конкуренции. К тому же их фирма пользовалась поддержкой альянса коррумпированных чиновников Республиканской партии, известного как Кольцо Санта-Фе, благодаря чему заключила выгодный контракт на поставку мяса с правительством США. Мёрфи и Долан также обладали значительной властью над местными правоохранительными органами, поскольку шериф округа Линкольн Уильям Брейди жил на ранчо, которое купил на деньги, взятые взаймы в банке Мёрфи и Долана. Не опасаясь преследования со стороны закона, «LG Murphy & Co.» охотно скупала краденый скот, а также проводила мошеннические махинации с участками земли, которыми не владела, продавая и сдавая их в аренду ничего не подозревающим фермерам.
9 мая 1877 года Джеймс Долан застрелил своего работника Иральдо Харамильо (Hiraldo Jaramillo), заявив, что тот угрожал ему ножом. Это было единственное подтверждённое убийство, которое Долан совершил лично, впоследствии для совершения насильственных действий он предпочитал нанимать других.

## Война в округе Линкольн
В ноябре 1876 года англичанин Джон Генри Танстелл прибыл в округ Линкольн с целью начать новый бизнес при поддержке молодого юриста Александра Максуина и влиятельного скотовода Джона Чизума. Джон Танстелл намеревался построить скотоводческое ранчо, открыть магазин и банк, составив тем самым конкуренцию «LG Murphy & Co.». Известно, что в письме к своему отцу Танстелл заявил, что собирается получать «половину с каждого доллара, заработанного в округе». После того как Танстелл открыл магазин в Линкольне, расположив его прямо напротив магазина Долана, тот вызвал его на дуэль, однако Танстелл отказался от поединка. Тогда Мёрфи и Долан попытались выдавить конкурента из бизнеса с помощью угроз и насилия. Их компания наняла в качестве боевиков банду Джесси Эванса и отряд фермеров, известный как «Воины семи рек», приказав им нападать на скот и пастбища Танстелла. Джон Танстелл нанял для охраны своего скота ковбоев, одним из которых был Билли Кид. Фракции, помимо экономических разногласий, были разделены по этническому и религиозному признаку: люди Мёрфи были в основном католиками-ирландцами, а Танстелл и его союзники — английскими протестантами.

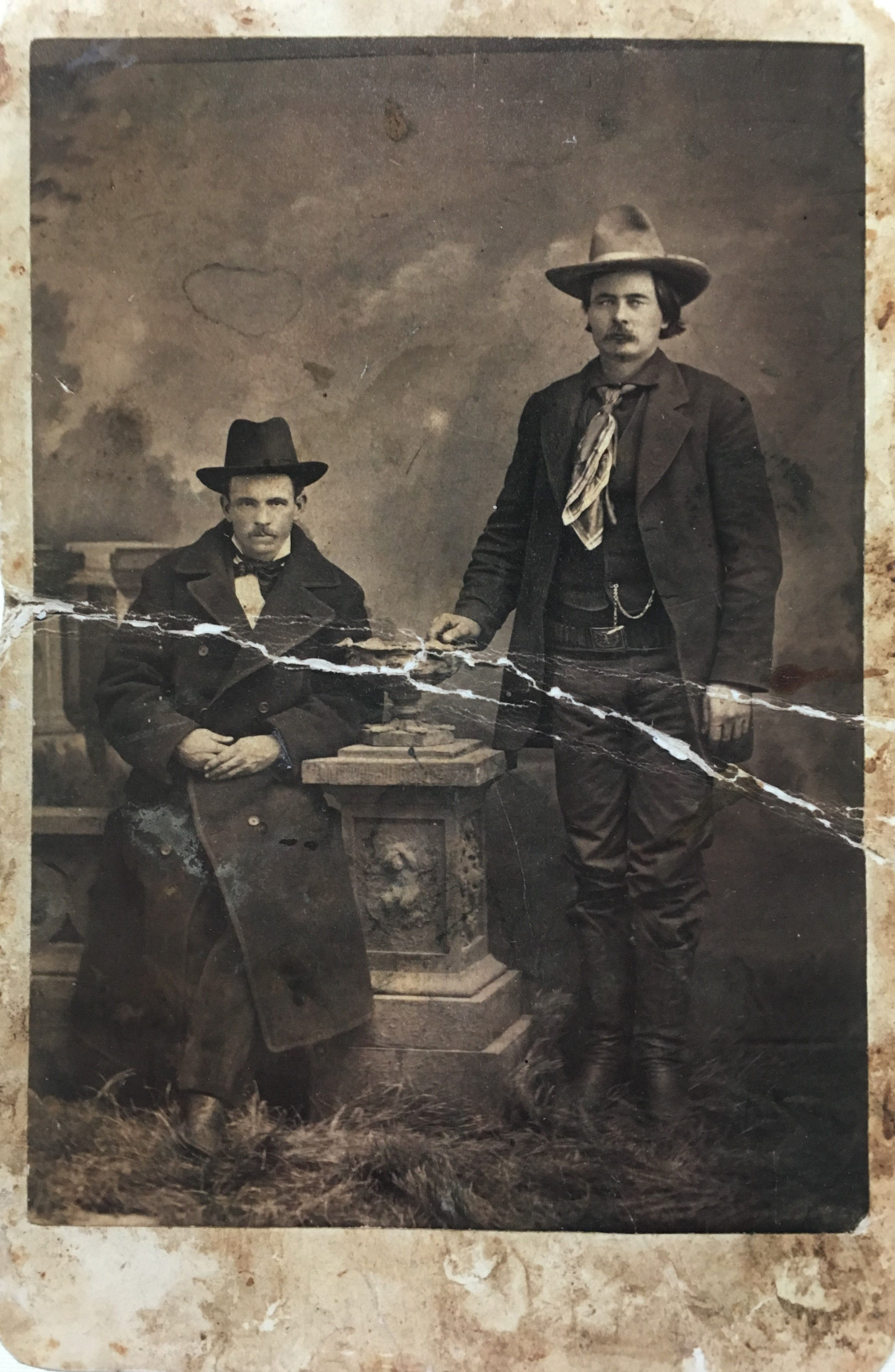
Джеймс Долан (слева) и Боб Олинджер (ок. 1880)

Противостояние привело к тому, что 18 февраля 1878 года Джон Танстелл был убит бандой Эванса, подосланной шерифом Брейди по указанию Джеймса Долана. Это преступление развязало Войну в округе Линкольн, ставшую самым кровавым гражданским конфликтом на Диком Западе. Многие жители округа были вовлечены в войну, поддерживая ту или иную из враждующих сторон, и история соперничества между Танстеллом и «LG Murphy & Co.» была лишь её частью. Кульминацией конфликта стала Битва за Линкольн (15—19 июля 1878 года). Одним из следствий этой войны также явилось создание банды Билли Кида. И хотя официально боевые действия между враждующими группами были прекращены в начале 1879 года, их отголоски звучали в округе ещё до 1881 года. 
После окончания Войны в округе Линкольн Джеймсу Долану были предъявлены обвинения в организации нескольких убийств, в частности, Джона Танстелла и адвоката Хьюстона Чэпмена, но его вина не была доказана, и он был оправдан. Впоследствии Долан скупил всю землю и имущество Танстелла, включая магазин и ранчо.

## Семья
13 июля 1879 году Джеймс Долан женился на Кэролайн Ф. Фриц. У пары родились двое детей: сын Эмиль Долан (1880—1882) и дочь Кэролайн Фрэнсис Долан (в замужестве Ворверк, 1882—1961). Кэролайн Долан умерла в 1886 году; спустя два года после её смерти, 20 февраля 1888-го, Джеймс Долан женился на Эве Мэри Уитлок.

## Последние годы и смерть
В 1884 году Долан был избран казначеем округа Линкольн, а в 1888 году представлял округа Линкольн, Донья-Ана, Сьерра и Грантс в Сенате Территории Нью-Мексико.
Джеймс Долан умер на своём ранчо в 1898 году в возрасте 49 лет от последствий алкоголизма.

## Образ в искусстве
- В фильме «Чизум[англ.]» (1970) — Эдвард Фолкнер[26].
- В фильме «Молодые стрелки» (1988) — Джереми Эйч Лепард[27].
- В сериале «Билли Кид» (2022 — …) — Чад Рук[28].